# Mylabris pertinax
Mylabris pertinax es una especie de coleóptero de la familia Meloidae.

## Distribución geográfica
Habita en los territorios que antes se llamaban Rodesia y    Natal en (Sudáfrica).